# Сесил, Джеймс, 4-й граф Солсбери
Джеймс Сесил, 4-й граф Солсбери (англ. James Cecil, 4th Earl of Salisbury; сентябрь 1666 — 24 октября 1694)- английский дворянин, политик и пэр. С 1668 по 1683 год он носил титул учтивости — виконт Крэнборн.
Придворный короля Якова II, во время Славной революции 1688 года он командовал полком в поддержку короля. После этого он был заключен в Тауэр примерно на двадцать два месяца, в конце концов его обвинили в государственной измене. Хотя он был освобожден в октябре 1690 года после всеобщего помилования, он умер в 1694 году в возрасте двадцати восьми лет.

## Ранняя жизнь
Крещенный 25 сентября 1666 года, Солсбери был одним из десяти детей Джеймса Сесила, 3-го графа Солсбери (1648—1683), от его брака в 1661 году с леди Маргарет Мэннерс (? — 1682), дочерью Джона Мэннерса, 8-го графа Ратленда. Он получил образование в Колледже Святого Иоанна в Кембридже. В мае 1683 года после смерти своего отца Джеймс Сесил унаследовал титулы 4-го графа Солсбери, 4-го барона Сесила и 4-го виконта Крэнборна.
13 июля 1683 года, в возрасте шестнадцати лет, новый граф Солсбери женился в Лондоне на Фрэнсис Беннет (20 октября 1670 — 8 июля 1713), дочери Саймона Беннета (? — 1682) из Бакингемшира. Беннетт, который к моменту этого брака умер, оставил трех дочерей, и в его завещании оставил каждому из них по 20 000 фунтов стерлингов при условии, что они не выйдут замуж до шестнадцати лет или без согласия тех, кого он назвал, с условием, что наследство дочери, сделавшей это, должно быть уменьшено до 10 000 фунтов стерлингов. Фрэнсис Беннетт вышла замуж за графа Солсбери до того, как ей исполнилось шестнадцать, но с согласия душеприказчиков по завещанию, и это позже привело к судебному разбирательству.

## Карьера и тюрьма
Граф Солсбери унаследовал от своего отца должность управляющего капиталом округа Хартфорд.
После женитьбы, он отправился за границу на несколько лет, вернувшись в Англию в начале 1688 года. В том же году он был назначен камер-юнкером короля Англии Якова II и перешел в католичество, но его назначение было отменено Славной революцией до декабря 1688 года, во время которой он служил королю в качестве полковника конного полка.
Граф Солсбери был арестован в январе 1688/1689 года. 26 октября 1689 года Палата общин предъявила ему импичмент вместе с графом Питерборо за государственную измену на том основании, что он «отступил от своей верности и примирился с Римской церковью», и попросила Палату лордов допросить их . В тот же день лорды приказали привести двух мужчин в коллегию адвокатов этой Палаты. Солсбери уже был заключен в тюрьму в Лондонском Тауэре, и лорды распорядились, чтобы «его леди, друзья и слуги» имели к нему доступ. Доставленный в Палату 28 октября, в ответ на обвинение Солсбери сказал:
Я уехал за границу молодым, мне было семь лет, и я не вернулся за год до того, как меня отправили в тюрьму. Что касается моей религии, то, когда я приду защищать её, я буду защищать себя так хорошо, как только смогу: я надеюсь, что этот почтенный дом не ожидает, что я буду обвинять себя"
.
Граф Солсбери остался в Тауэре без суда. 2 октября 1690 года Палата лордов зачитала его петицию, в которой говорилось: «Что он находится в заключении в течение года и девяти месяцев, несмотря на поздний акт свободного и всеобщего помилования, и молится о его освобождении». 30 октября лорды обнаружили, что и Солсбери, и Питерборо были помилованы «самым великодушным, всеобщим и свободным помилованием короля и королевы», и решили уволить их обоих, не выслушав мнения Палаты общин по этому поводу. Десять лет спустя парламент включил в Акт о престолонаследии 1701 года положение, прямо заявляющее, что «никакое помилование под Великой печатью Англии не подлежит импичменту со стороны Палаты общин в парламенте».
После освобождения граф Солсбери продолжил дело в Высоком канцелярском суде, касающееся доли его жены в браке по завещанию ее отца, поскольку было выплачено только 10 000 фунтов стерлингов из наследства в размере 20 000 фунтов стерлингов. Спор был о том, следует ли уменьшить сумму, потому что леди Солсбери была моложе шестнадцати лет, когда она вышла замуж, — обстоятельство, с которым согласились исполнители завещания. 1 мая 1691 года суд вынес решение в пользу Солсбери и постановил, чтобы он получил еще 10 000 фунтов стерлингов в качестве залога на имущество сестер его жены.
В марте 1693/1694 года английский поэт и драматург Джон Драйден посвятил свою новую пьесу «Победоносная любовь» Солсбери. Его намерением, вероятно, было сделать жест неповиновения новому правительству, что Драйден не одобрил.

## Семья
Сын и наследник Солсбери, Джеймс Сесил, 5-й граф Солсбери (1691 — 9 октября 1728), родился 8 июня 1691 года. Сам 4-й граф Солсбери скончался 24 октября 1694 года в возрасте двадцати восьми лет, ему наследовал его малолетний сын. Его вдова пережила его до 1713 года.
Всего за месяц до смерти Солсбери мать его жены, миссис Беннет, была убита мясником, который вломился в её дом.
У Солсбери было пять сестер, все они дожили до замужества. Леди Маргарет Сесил (1672—1727) вышла замуж, во-первых, за Джона Стауэлла, 2-го барона Стауэлла (ок. 1668—1692), а во-вторых, за Ричарда Джонса, 1-го графа Ранелаха (1641—1712). Леди Кэтрин Сесил (умерла в 1688 году), в 1683 году вышла замуж за сэра Джорджа Даунинга, 2-го баронета (1656—1711). Леди Фрэнсис Сесил (умерла в 1698 году), в 1692 году вышла замуж за сэра Уильяма Хэлфорда, 4-го баронета (умер в 1695 году). Леди Мэри Сесил (умерла в 1740 году), в 1684 году вышла замуж за сэра Уильяма Форестера (1655—1717). Другая сестра, леди Милдред Сесил (умерла в 1727 году), вышла замуж, во-первых, за сэра Уведейла Корбета, 3-го баронета (1668—1701), а во-вторых сэр Чарльз Хотэм, 4-й баронет (ок. 1663—1723).
Правнук Солсбери, Джеймс Сесил (1748—1823), был назначен первым маркизом Солсбери в 1789 году; а его внук, Роберт Гаскойн-Сесил, 3-й маркиз Солсбери (1830—1903), был трижды премьер-министром Соединенного Королевства в период с 1885 по 1902 год.